# Kenn Lending
Kenn Lending (født 8. februar 1955) er en dansk sanger, guitarist og bluesmusiker. 

## Karriere
Kenn Lending startede sit første bluesband i 1970, men var allerede i 1972 med til at danne latin/funk-bandet Himmelexpressen, hvor han spillede indtil 1979, ligesom han fra 1976 til 1978 spillede i soul/reggae-bandet Survivors. Fra 1977 til 1979 spillede han i spillestedet Vognportens husband, “Blues Nite”, sammen med bl.a. Troels Jensen og Søren Engel fra Delta Blues Band. I 1980 dannede han Kenn Lending Blues Band med Henning Verner på keyboards, Frank Larsen på trommer og Svenni Svafnisson på bas.. Kenn Lending Blues Band har udgivet 11 albums, det seneste i 2017.
I 1979 mødte Kenn Lending den amerikanske blues-pianist Champion Jack Dupree, som han dannede duo med og spillede sammem med ved over 1.000 koncerter, indtil Dupree døde i 1992.
Kenn Lending Blues Band har spillet som backing band for en række udenlandske bluesmusikere, herunder Luther Allison, Louisiana Red, Jack Dupree og Janice Harrington,, deltaget i optagelser med Memphis Slim, Mickey Baker, Aron Burton, Lilian Boutte, Louisiana Red og Janice Harrington, ligesom orkestret har spillet opvarmning ved koncerter med Fats Domino og B.B. King.

## Hæder
- Årets Bluesmusiker, 1995.[2]
- Copenhagen Blues Festivals jubilæumspris, 2005.[6]
- Bluesnight Award, 2020.[7]

## Diskografi
Kenn Lending Blues Band
- Live, Dansk Sam KLBB1, 1981
- I'm Coming Home, Hot Society HSLP-1006, 1983
- Blues For People, KLBB85 og på Olufsen Records DOCD 5202, 1985
- Steamin' Hot, Olufsen Records DOC 5062, 1987
- Diggin' The Blues, Olufsen Records DOC 5114, 1990
- Heartache Motel, Olufsen Records DOCD 5197, 1993
- Game Of Life, Olufsen Records DOCD 5330, 1995
- Psychedelic Mind, Olufsen Records DOCD 5516, 2001
- Still Payin’ Dues, Olufsen Records DOCD 5603, 2005
- Flying High, Olufsen Records DOCD 5785, 2011
- Kenn Lending In Concert, Olufsen Records DOCD 5969, 2017

Andre udgivelser
- Latinamerikansk Olie, med Himmelexpressen, Hookfarm HLS 76-5, 1976
- Mood Indigo, med Damernes Magasin, Apollon Records ALPS 1119, 1980
- An Evening with Champion Jack Dupree, Champion Jack Dupree & Kenn Lending, Gallo ML 4559, 1981
- Still Fighting The Blues, Champion Jack Dupree & Kenn Lending, Gallo ML 4563, 1981
- I Had That Dream, Champion Jack Dupree & Kenn Lending, Pinorrek HB-P-7004, 1982
- The Blues Jubilee Album – “Champion Jack Dupree – 75 Years”, livealbum fra Markthalle Hamburg med Champion Jack Dupree, Memphis Slim, Louisiana Red, Mickey Baker, Axel Zwingenberger, Monty Sunshine Jazzband og Kenn Lending Blues Band, Pinorrek HB-P-7006, 1984
- Usual Dangerous Guy, Aron Burton with Kenn Lending Blues Band feat. Champion Jack Dupree, Avaron 943, 1986
- Blues Is Freedom To All, Champion Jack Dupree & Kenn Lending Blues Band, MCS Limited Switzerland 105.011-2, 1987
- Champion!, Champion Jack Dupree with Kenn Lending and others, Pinorrek CD 5005, 1988
- Double Dynamite, Janice Harrington And Kenn Lending Blues Band, Soularium	CD 103, 1988
- Back Home In New Orleans, Champion Jack Dupree with Kenn Lending, Rounder/Bullseye Blues CD BB 9502, 1989
- Forever And Ever, Champion Jack Dupree with Kenn Lending, Rounder/Bullseye Blues CD BB 9512, 1991
- The Mardi Gras Indians Super Sunday Showdown, medvirker med Champion Jack Dupree på sangen “Yella Pocahontas”, Rounder CD 2113, 1992
- One Last Time, Champion Jack Dupree with Kenn Lending, Rounder/Bullseye Blues CD BB 9522, 1993
- Past, Present & Future, Aron Burton with Champion Jack Dupree & Kenn Lending Blues Band, Earwig, 1993
- Rip Off Blues, Louisiana Red Featuring The Kenn Lending Blues Band & Champion Jack Dupree, CMA Music CM 10012, 1994
- After All. Champion Jack Dupree featuring Kenn Lending Blues Band Special Guest: Louisiana Red, CMA Music 9007, 1994
- Live Gospel United, Gospel United Starring Lillian Boutté & The United Gospel Friends featuring Stig Rossen, Ambia Musik GUCD 1, 1994
- People Get Ready, Gospel United starring Lillian Boutté, Ivan Pedersen, Monique, Gospel United Production GUCD 2, 1994
- Louisiana Spice, Champion Jack Dupree & Kenn Lending med sangen “Hometown New Orleans”, Rounder CD AN 18/19, 1994
- Live At Skagen, med Lillian Boutté og Kenn Lending Blues Band, Marsk Music MM 1461, 1999
- Down Home Blues, Lending & LaCroix, Olufsen Records DOCD 5477, 2001
- Play it Forward, Luther Allison & Friends (live from Stockholm Jazz & Blues Festival) Kenn Lending på “Hoochie Coochie Man”,  Ruf Records RUF 1060, 2002
- Low Down Dog, Kenn Lending, Olufsen Records DOCD 5640, 2008